# Князевка (приток Кыма)
Князевка — река в России, протекает в Верхнекамском районе Кировской области. Устье реки находится в 45 км по левому берегу реки Кым. Длина реки составляет 14 км.
Исток реки в урочище Князевка на Верхнекамской возвышенности в 17 км к юго-востоку от посёлка Ожмегово. Река течёт на северо-запад, всё течение проходит по ненаселённому лесному массиву.

## Данные водного реестра
По данным государственного водного реестра России относится к Камскому бассейновому округу, водохозяйственный участок реки — Кама от истока до водомерного поста у села Бондюг, речной подбассейн реки — бассейны притоков Камы до впадения Белой. Речной бассейн реки — Кама.
По данным геоинформационной системы водохозяйственного районирования территории РФ, подготовленной Федеральным агентством водных ресурсов:
- Код водного объекта в государственном водном реестре — 10010100112111100001020
- Код по гидрологической изученности (ГИ) — 111100102
- Код бассейна — 10.01.01.001
- Номер тома по ГИ — 11
- Выпуск по ГИ — 1